# Colimau
Colimau (Kolimau) ist ein osttimoresischer Suco im Verwaltungsamt Bobonaro (Gemeinde Bobonaro).

## Geographie

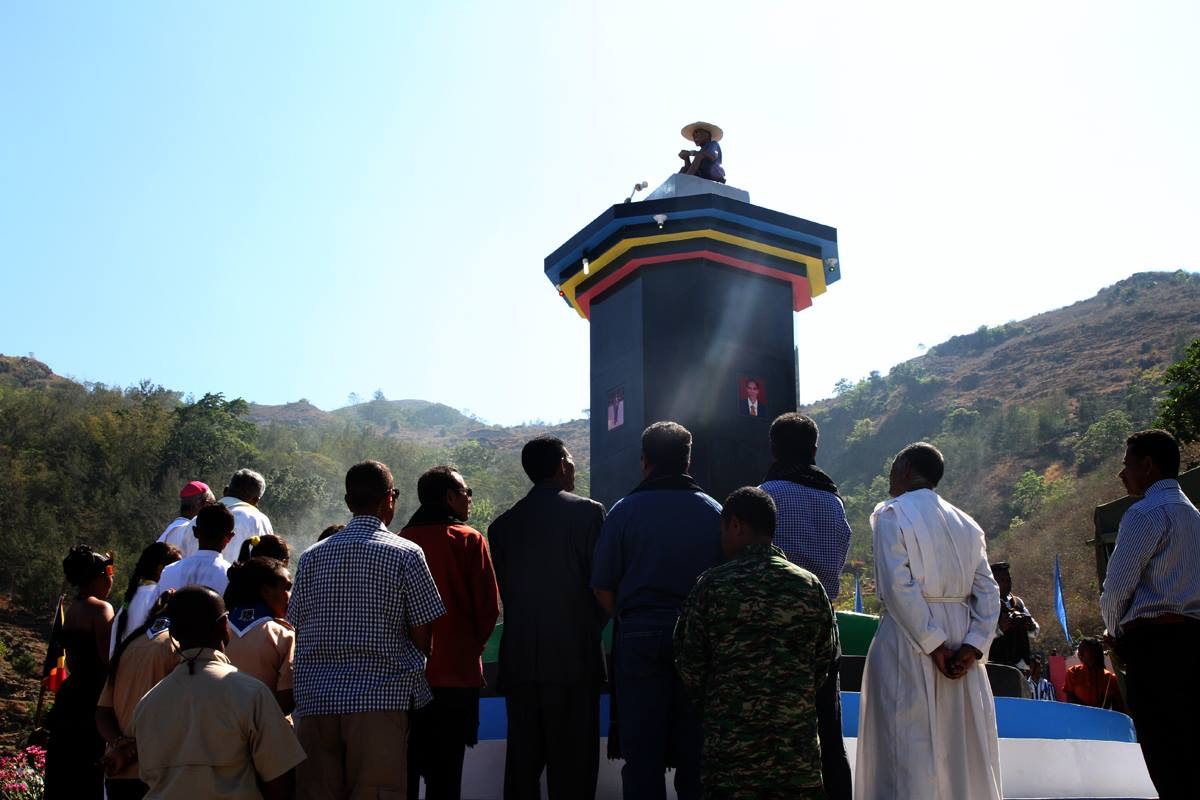
Denkmal für Mateus de Jesus

Colimau liegt im Nordosten des Verwaltungsamts Bobonaro. Westlich liegen die Sucos Maliubu, Tebabui und Cota Bo’ot. Im Osten grenzt Colimau an die Gemeinde Ainaro mit ihren Sucos Mau-Ulo und Mau-Nuno (Verwaltungsamt Ainaro), im Norden an die Gemeinde Ermera mit ihrem Suco Atara (Verwaltungsamt Atsabe) und im Süden an die Gemeinde Cova Lima mit ihren Sucos Mape und Ucecai (Verwaltungsamt Zumalai). Die Nordgrenze bildet der Marobo, ein Nebenfluss des Lóis. Im äußersten Südosten, wo das Land auf unter 500 m sinkt, fließt der Mola.
Colimau hat eine Fläche von 11,12 km² und teilt sich in die fünf Aldeias Atublogo, Beamoas (Bea Moas, Biamoas), Lo’o Dasi, Manunia (Manonia) und Tegoabe (Tego Abe).
Die größeren Ortschaften des Sucos liegen fast alle im Nordwesten des Sucos, an der Überlandstraße, die von Maliana nach Atsabe. Sie führt zunächst im Westen durch eine kleine Ausbuchtung von Colimau, die bis 2015 noch zu Maliubu gehörte. Hier liegt das Dorf Lo’o Dasi. Sie folgt dann einem Stück der Grenze. Dann führt die Straße wieder durch Maliubu, bevor sie den äußersten Nordwesten Colimaus durchquert. Hier liegen die Orte Tegoabe, Colimau und Manunia. Östlich davon befindet sich der Ort Dorf Beamoas. Im Südwesten von Colimau liegt das Dorf Polo. Im Ort Colimau gibt es eine Grundschule.
Der Osten und das Zentrum von Colimau sind unbesiedelt. Hier befinden sich die höchsten Berge der Gemeinde Bobonaro. Der Foho Bacusaga (2212 m, Lage), an der Grenze zu Ainaro, ist der höchste Berg Bobonaros. Nach Südwesten reihen sich von ihm der Gueroaben (2118 m, Lage) und an der Grenze zu Cota Bo’ot der Taralu (1974 m, Lage).

## Einwohner

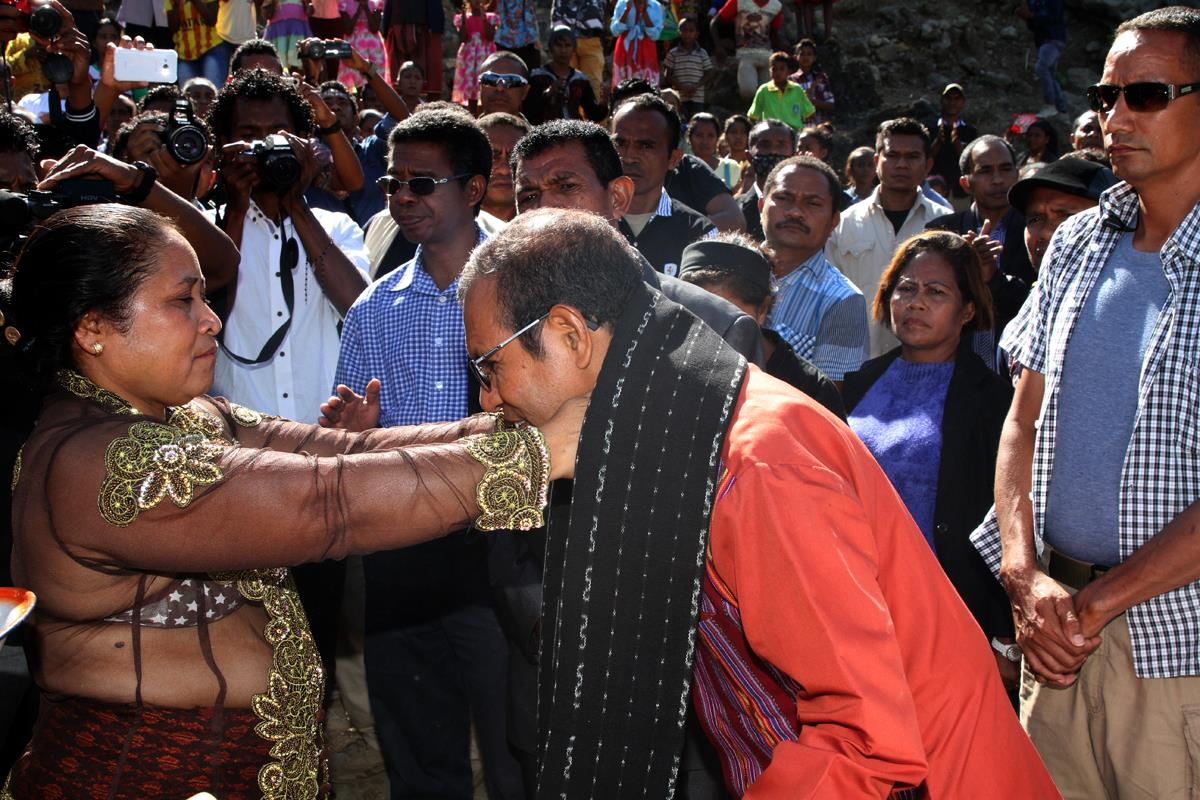
Begrüßung von Präsident Taur Matan Ruak in Colimau (2015)

Im Suco leben 1.366 Einwohner (2022), davon sind 692 Männer und 644 Frauen. Im Suco gibt es 213 Haushalte. Über 95 % der Einwohner geben Kemak als ihre Muttersprache an. Kleine Minderheiten sprechen Bunak und Habun.

## Politik
Von 1992 bis 1999 war Mateus de Jesus gewählter Chefe de Suco von Colimau.
Bei den Wahlen von 2004/2005 wurde António de Jesus zum Chefe de Suco gewählt und 2009 in seinem Amt bestätigt. Bei den Wahlen 2016 gewann Armenio Guterres Moniz und 2023 Teotonio de Carvalho.

## Persönlichkeiten
- Mateus de Jesus (* 1959 in Manunia (damals Suco Atara); † 2015), Politiker[16]